# Pavel Pogrebniak
Pavel Viktorovici Pogrebniak (în rusă Па́вел Ви́кторович Погребня́к, n. 8 noiembrie 1983, Moscova, RSFS Rusă, URSS, astăzi în Rusia) este un fotbalist rus care joacă pe post de atacant la Dinamo Moscova.